# The Possession of Michael King
The Possession of Michael King is een Amerikaanse horrorfilm uit 2014 onder regie van David Jung. Hij schreef het verhaal hiervan samen met Tedi Sarafian

## Inhoud
Documentairemaker Michael King gelooft niet in God, de duivel, of welk ander bovennatuurlijk bestaan dan ook. Zijn vrouw Samantha was daarin het tegenovergestelde van hem. Zij bezocht jarenlang medium Beverly voor spirituele bijstand, tot ze stierf. Ze kwam om tijdens een ongeluk in de Verenigde Staten, terwijl Michael op dat moment met haar op reis had willen zijn in Europa. Beverly 'voorzag' echter een grote doorbraak in Samantha's pogingen om actrice te worden en raadde haar daarom aan om in Amerika te blijven. Michael confronteert Beverly hiermee. Hij vraagt haar om toe te geven dat ze toneel speelt en helemaal geen contacten heeft met wat dan ook. Beverly condoleert hem, maar vraagt hem daarna om te vertrekken.
Michael heeft moeite om zijn leven weer op te pakken na de dood van Samantha. Zijn zus Beth trekt bij hem in om hem te helpen met de zorg voor zijn dochtertje, Ellie. Dan besluit Michael een documentaire te maken om te bewijzen dat er helemaal geen paranormale wereld of hiernamaals bestaat. Hij stelt dat dergelijke concepten alleen in stand worden gehouden uit menselijke angst voor het niets, door een markt die hier grof geld aan verdient. Vanuit dat uitgangspunt biedt Michael zichzelf aan als proefpersoon voor de zwaarst mogelijke, meest duistere bovennatuurlijke zaken en rituelen waarin noemenswaardige aantallen mensen geloven. Hij plaatst een advertentie op internet waarop mensen kunnen reageren met suggesties en aanmeldingen om hem het tegendeel van zijn standpunt te bewijzen. Cameraman Jordan zal alles wat hij doorgaat 24 per dag filmen. Michael gaat ervan uit zo aan te kunnen tonen dat er niets is. In het slechtste geval wordt hij de eerste persoon ooit met concreet bewijs voor het bovennatuurlijke. Op zijn internetadvertentie komen honderden reacties binnen.
De eerste die Michael bezoekt is geestelijke Gibbons, die vertelt dat zijn vader hem in zijn jeugd stelselmatig seksueel misbruikte. Volgens Gibbons overleed zijn vader aan een hartaanval kort nadat hij Satan om hulp had gebeden. Toeval, volgens Michael. Vervolgens bestelt hij op het internet spullen waarmee hij demonen op zou kunnen roepen. Er gebeurt niets. Daarom bezoekt hij zelfverklaard demonoloog Augustine en zijn vrouw Marsha. Die geven hem lsd, binden hem aan een kruis in hun kelder en spreken bezweringen over hem uit. Michael krijgt een stevige trip, maar demonen verschijnen er niet. Achteraf ziet hij op de camerabeelden dat Augustine en zijn vrouw van de gelegenheid gebruik hebben gemaakt om in zijn bijzijn seks met elkaar te hebben. Michael geeft niet op en neemt contact op met een uitvaartondernemer die beweert necromancer te zijn. Ook hij drogeert hem, ditmaal met een stof uit het lichaam van een pad die psychedelische ervaringen veroorzaakt. Vervolgens neemt hij Michael midden in de nacht mee naar een begraafplaats. Hier wil hij een nog aanwezige geest van een pas gestorvene overbrengen naar het lichaam van Michael. Voor ze goed en wel begonnen zijn, arriveert de politie. Ze maken dat ze wegkomen.
Michael bezoekt een groepsbijeenkomst met een medium. Zij zegt een boodschap door te krijgen van een onlangs overleden vrouw en spreekt hem aan. Het medium komt tot "Michael, you need to...". Halverwege haar zin valt ze op de grond en krijgt ze een insult. Michael komt onvoldaan weer thuis. Hij heeft hoofdpijn gekregen en last van een constant aanwezig geluid in zijn hoofd. Van de drugs, vermoedt hij. Nadat een internist hem vertelt dat hij niet lijdt aan oorsuizen, gaat hij naar een psycholoog. Die probeert het geluid te verhelpen met hypnotherapie. De sessie wordt onderbroken doordat het licht in de kamer uitvalt. In deze tijd beweegt Michael koortsachtig door de ruimte en begint hij onverstaanbaar te schreeuwen. Jordan analyseert aan de hand van de cameraopname dat menselijke stembanden niet in staat zijn het geluid te maken dat hij hierop voorbrengt. Michael vermoedt dat er een defect in de camera zit. Jordan gelooft hier niet in en werkt niet langer mee aan de documentaire. Michael neemt daarom vanaf dat moment zelf de camera ter hand. Hij blijkt zonder het zelf te weten ook 's nachts rond te lopen, onder meer om zijn zus te betasten terwijl ze slaapt. Overdag is hij doodop.
Het geluid in Michaels hoofd begint hem meer en meer voor te komen als het praten van stem. Hij raakt ervan overtuigd dat er wel degelijk iets in hem is gevaren. Michael vraagt de stem daarom om hem met rust te laten. Er dreunt een "nee" door zijn hoofd en zijn eigen beeltenis op het televisiescherm in de kamer bespot hem. Michael zoekt de uitvaartondernemer op om hem om hulp te vragen, maar die stuurt hem weg met de boodschap dat het zijn eigen schuld is. Augustine en Marsha verklaren dat wat zij deden maar voor de lol was en zetten hem de deur uit. Michael voelt zich hoe langer hoe minder in controle over zichzelf. 's Nachts gaat hij zonder het zelf te weten met een hamer naar de slaapkamer van Ellie. Beth vindt daar de volgende dag hond Fishbone dood en onder het bloed in bed.
Michael stuurt Beth en Ellie weg om te logeren bij vrienden. Omdat de kerk weigert een exorcisme te doen, probeert hij dit thuis op zichzelf uit te voeren. Zijn bijbel gaat in zijn handen in vlammen op. De entiteit die bezit heeft genomen van Michaels lichaam smijt hem de kamer rond en laat hem een pentagram in zijn torso kerven. Wanneer hij zijn verwondingen de volgende dag eigenhandig hecht, merkt hij dat het hem amper nog pijn doet om een naald door zijn huid of volledig in zijn duim te steken. De stem in zijn hoofd eist dat Michael Ellie ombrengt. Hij weigert en gaat achter willekeurige vrouwen en zwervers aan ter compensatie. Wanneer puntje bij paaltje komt, kan Michael zichzelf er ook niet toe zetten om die iets aan te doen. Daarom gaat hij naar huis en ketent hij zich daar met handboeien aan zijn bed vast. Die heeft hij de volgende morgen nog om, maar toch is de huiskamer volledig overhoop gehaald. De muren staan vol met tekens en er is een pentagram in de vloer gekrast.
Michael ketent zichzelf opnieuw aan zijn bed vast en legt de sleutel buiten zijn eigen bereik. Jordan komt langs om te kijken hoe het met hem gaat. Die ziet de ravage en vindt Michael op bed. Hij maakt Michael los op voorwaarde dat hij hulp gaat zoeken. Michael gaat naar beneden. Boven hoort hij Jordans telefoon overgaan, maar niemand neemt op. Michael gaat terug naar boven en vindt Jordan dood terug, hangend aan het plafond. Michael pakt een scherf op en probeert zichzelf iets aan te doen, maar de entiteit in hem houdt zijn arm tegen. Hij slikt vervolgens de inhoud van een potje medicijnen door, maar braakt die daarna weer uit. Ten slotte stapt hij in bad met een föhn.
Michael zit in een schommelstoel bij de voordeur. De stem in zijn hoofd praat tegen hem: "We're together now Michael." 's Morgens komt Beth binnen met Ellie. Michael tilt zijn zus met één hand op en breekt haar nek. Daarna gaat hij de trap op, achter Ellie aan. Terwijl hij inloopt op zijn dochter, strijdt hij met de entiteit in hem om de macht over zijn lichaam. De demon krijgt steeds meer de overhand. Michael smeekt Sam om hulp. Een muntje op zijn bureau gaat op zijn kant staan. Michael krijgt weer even de overhand in zijn lichaam en gebruikt die om uit het raam te springen. Buiten valt hij op straat en sterft.

### Epiloog (flashback)
Michael en Samantha zijn op een zonnige dag met Ellie en Fishbone in het park. Omdat de tijd op de parkeermeter ten einde loopt, geeft Michael zijn vrouw een muntje om in het apparaat te stoppen. Vlak bij de meter laat ze het op de grond vallen. Samantha bukt om het op te pakken. Hierdoor heeft ze geen erg in de naderende auto, die haar aanrijdt en fataal verwondt.

## Rolverdeling
- Shane Johnson - Michael King
- Ella Anderson - Ellie King
- Cara Pifko - Samantha
- Michael Ray Escamilla - Jordan
- Julie McNiven - Beth King
- Tobias Jelinek - Father Gibbons
- Tomas Arana - Augustine
- Patricia Healy - Marsha
- Cullen Douglas - de uitvaartverzorger/necromancer
- Luke Baines - Elias
- Dale Dickey - Beverly